# Малотоннажный грузовой автомобиль

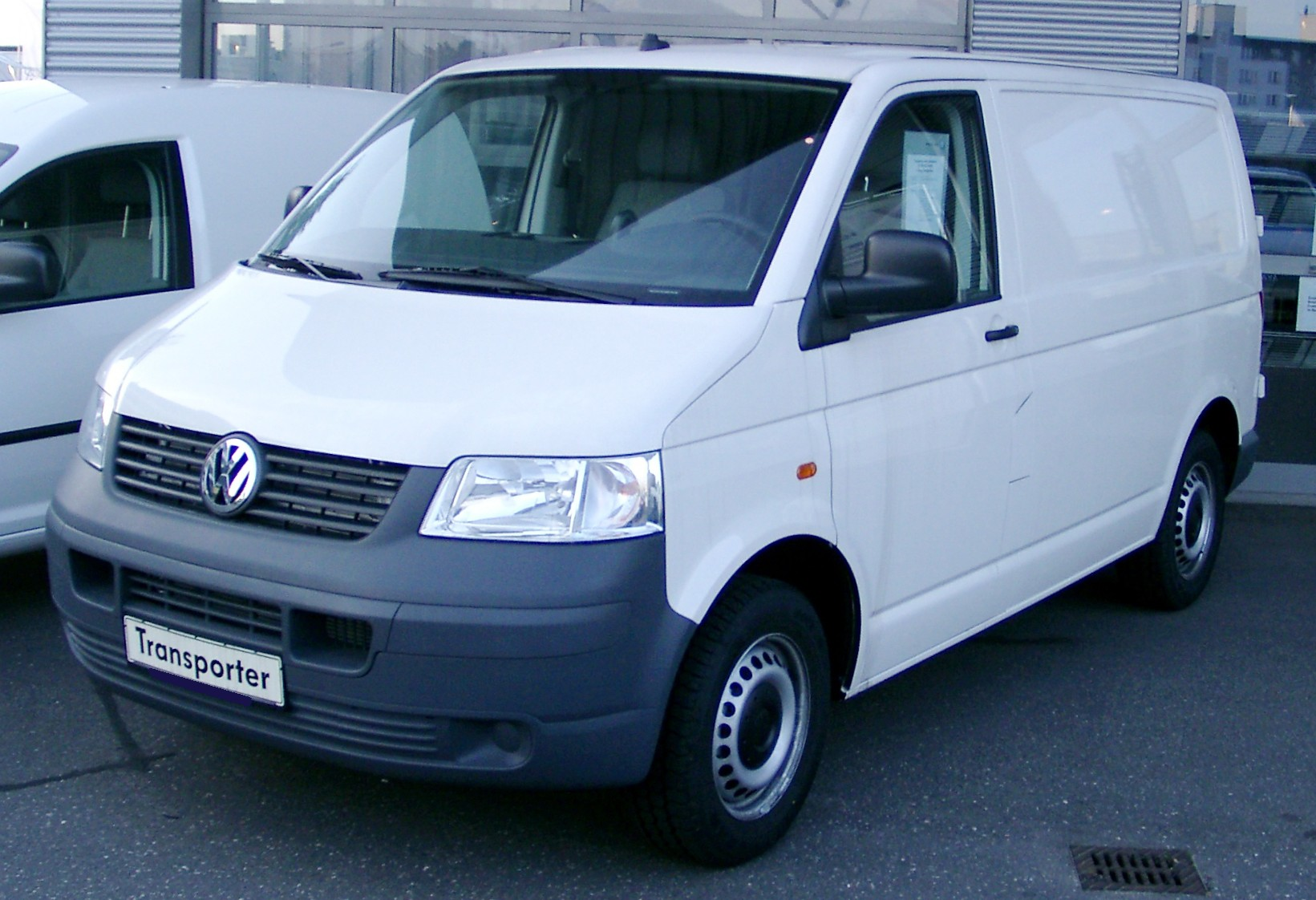
Современный LCV — VW Transporter T5.

Малотоннажный грузовой автомобиль (англ. Light Commercial Vehicle, LCV) — транспортное средство (грузовой автомобиль), предназначенное  для перевозки грузов малой тоннажности.

## Критерии попадания в класс

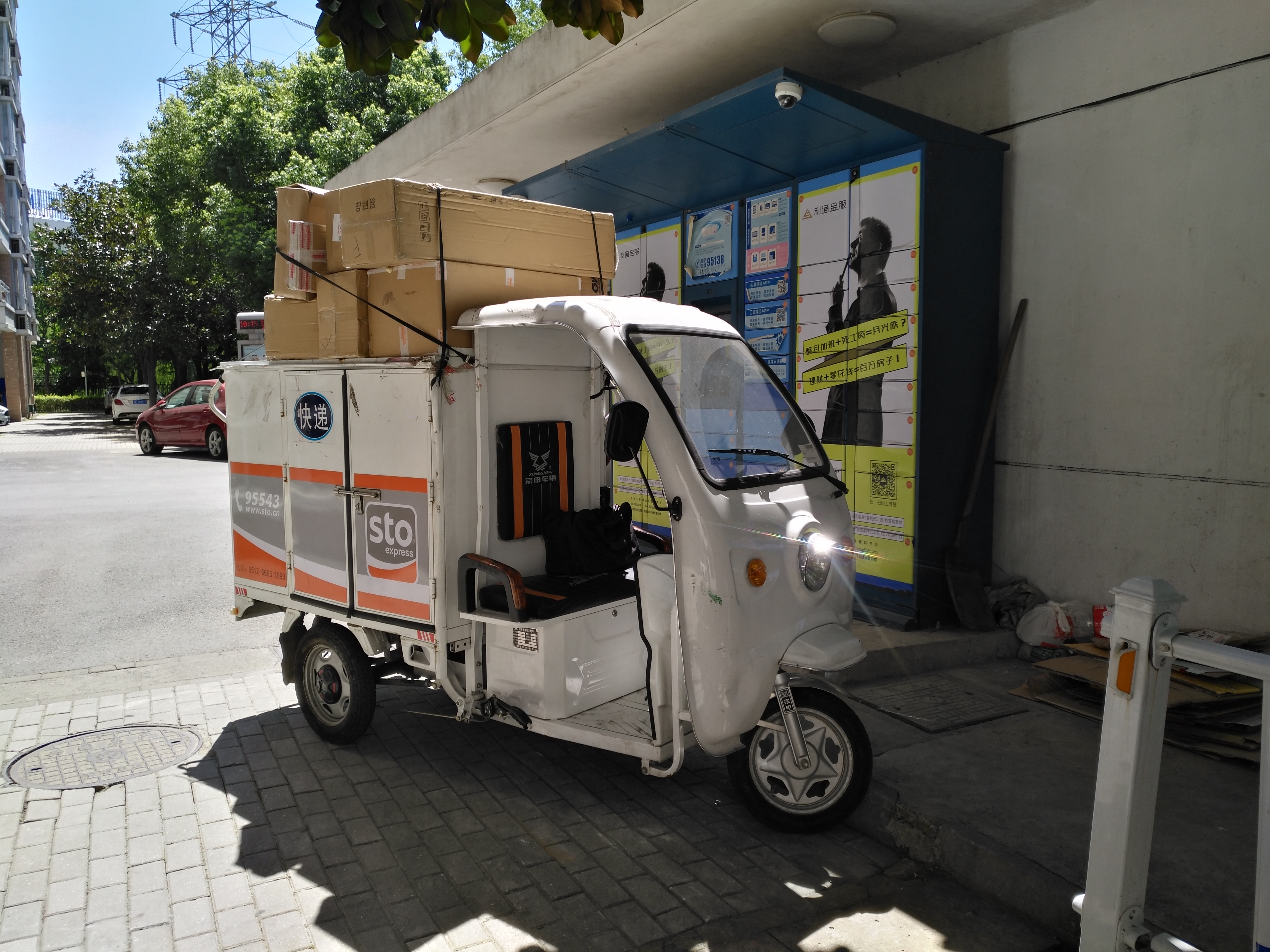
Малотоннажный трёхколёсный грузовой автомобиль в Китае

В России под автомобилями, аналогичными европейскому классу LCV, понимаются автомобили классов M1 (транспортные средства, используемые для перевозки пассажиров и имеющие, помимо водителя, не более 8 мест для сидения) и N1 (транспортные средства, предназначенные для перевозки грузов, имеющие максимальную массу не более 3,5 тонн). Общей особенностью автомобилей этих двух классов является то, что для управления ими достаточно прав на управление легковыми автомобилями.
В ряде государств и стран Европы автомобили LCV пользуются налоговыми льготами как средства для бизнеса, из-за чего возник специфический сегмент коммерческих версий хетчбэков (трёх и пятидверных) и пятидверных универсалов, сохраняющих круговое остекление, но лишённых задних пассажирских сидений и с задними дверями без внутренних ручек, используемых в качестве компактных развозных фургонов, например, Citroën C3 Entreprise.

## В России
В 2018 году в России продано 112,1 тыс. новых LCV. Лидером являются LCV марки ГАЗ (49,1 тыс. штук). На втором месте LCV УАЗа (18 тыс. автомобилей). Третий Ford (11,5 тыс.). В лидерах также ВАЗ (10,7 тыс.) и Mercedes-Benz (7,6 тыс.). По моделям в лидерах ГАЗель NEXT (28,3 тыс.), далее ГАЗ-3302 (10,9 тыс.), Ford Transit (10,8 тыс.), LADA Largus VU (8,9 тыс.), УАЗ-3909 (8,5 тыс.).
В 2017 году в РФ продано 108,5 тыс. новых LCV. Лидером являются LCV марки ГАЗ (47,8 тыс. штук). На втором месте LCV УАЗа (20,1 тыс. автомобилей). Третий ВАЗ (10,2 тыс.). В лидерах также Ford (8,7 тыс.) и Mercedes-Benz (8 тыс.). По моделям в лидерах ГАЗель NEXT (25,8 тыс.), далее УАЗ-3909 (10,9 тыс.), ГАЗ-3302 (10,8 тыс.), LADA Largus VU (8,6 тыс.), Ford Transit (8,3 тыс.).

## Галерея

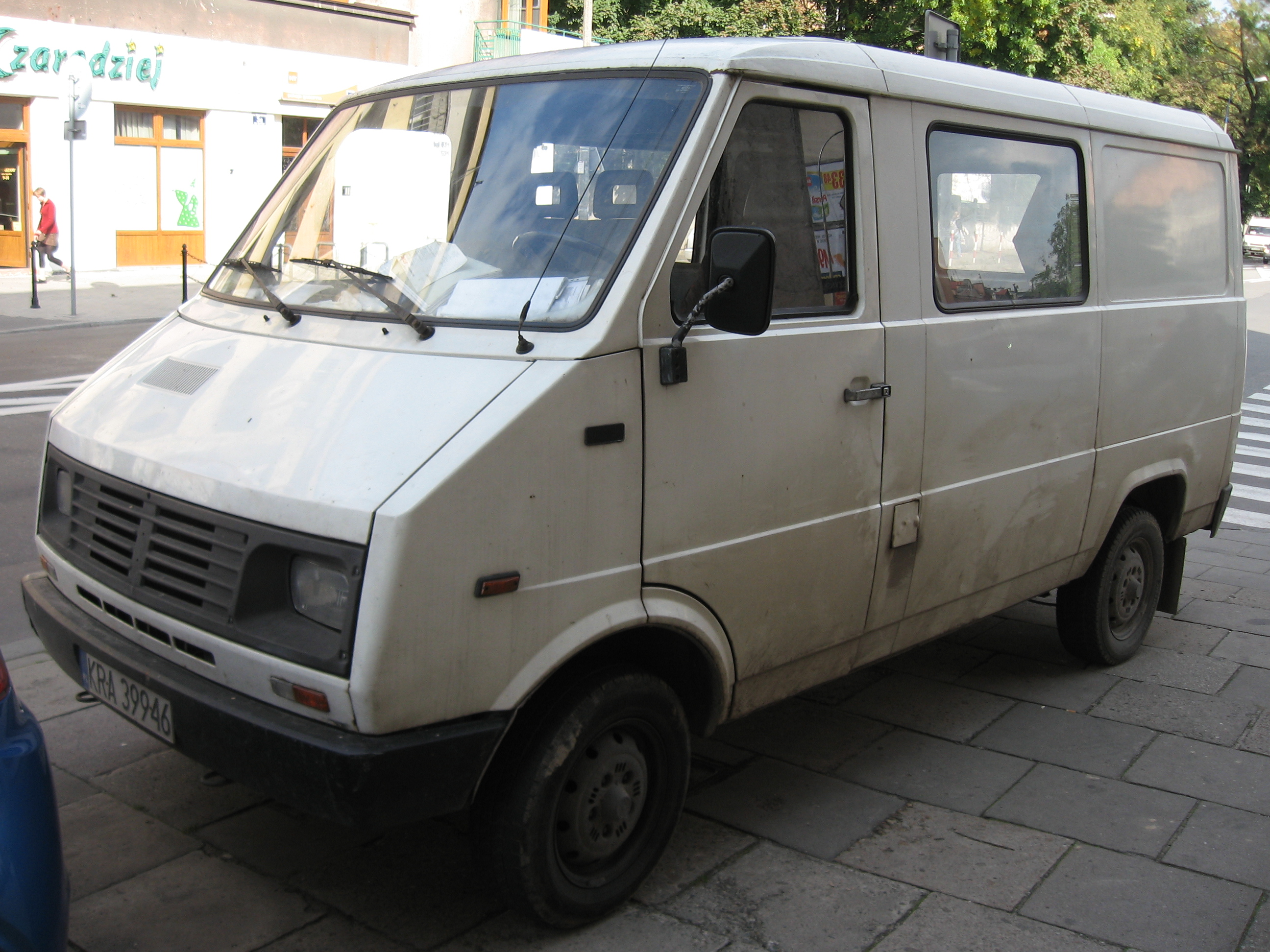
FS Lublin
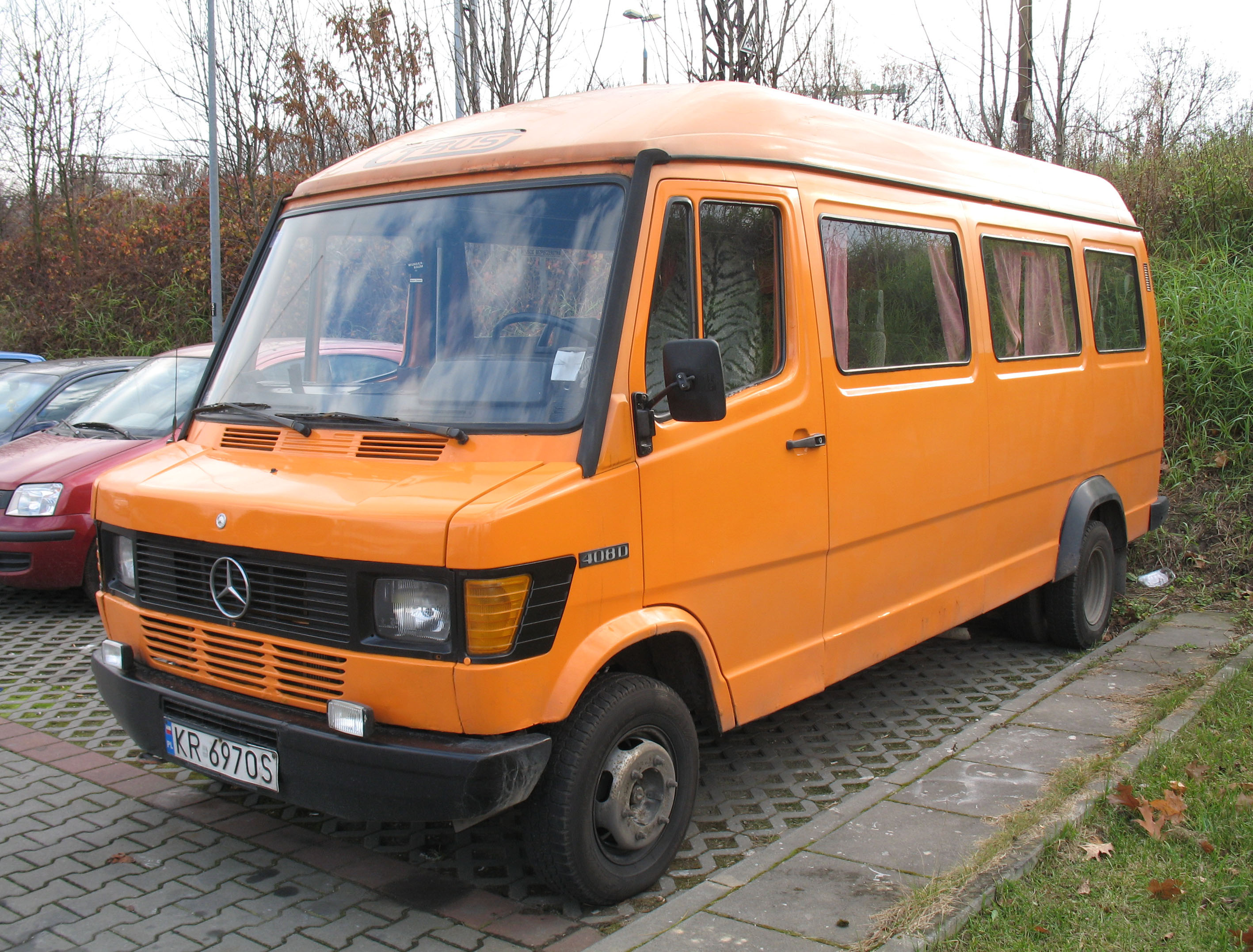
Mercedes-Benz T1 408D
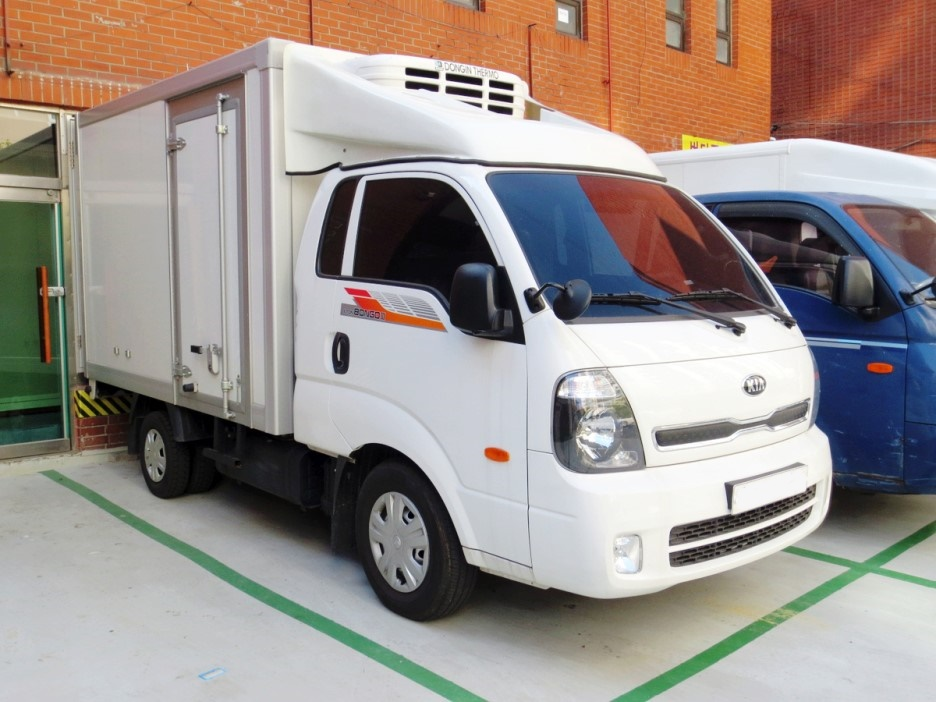
Kia Bongo
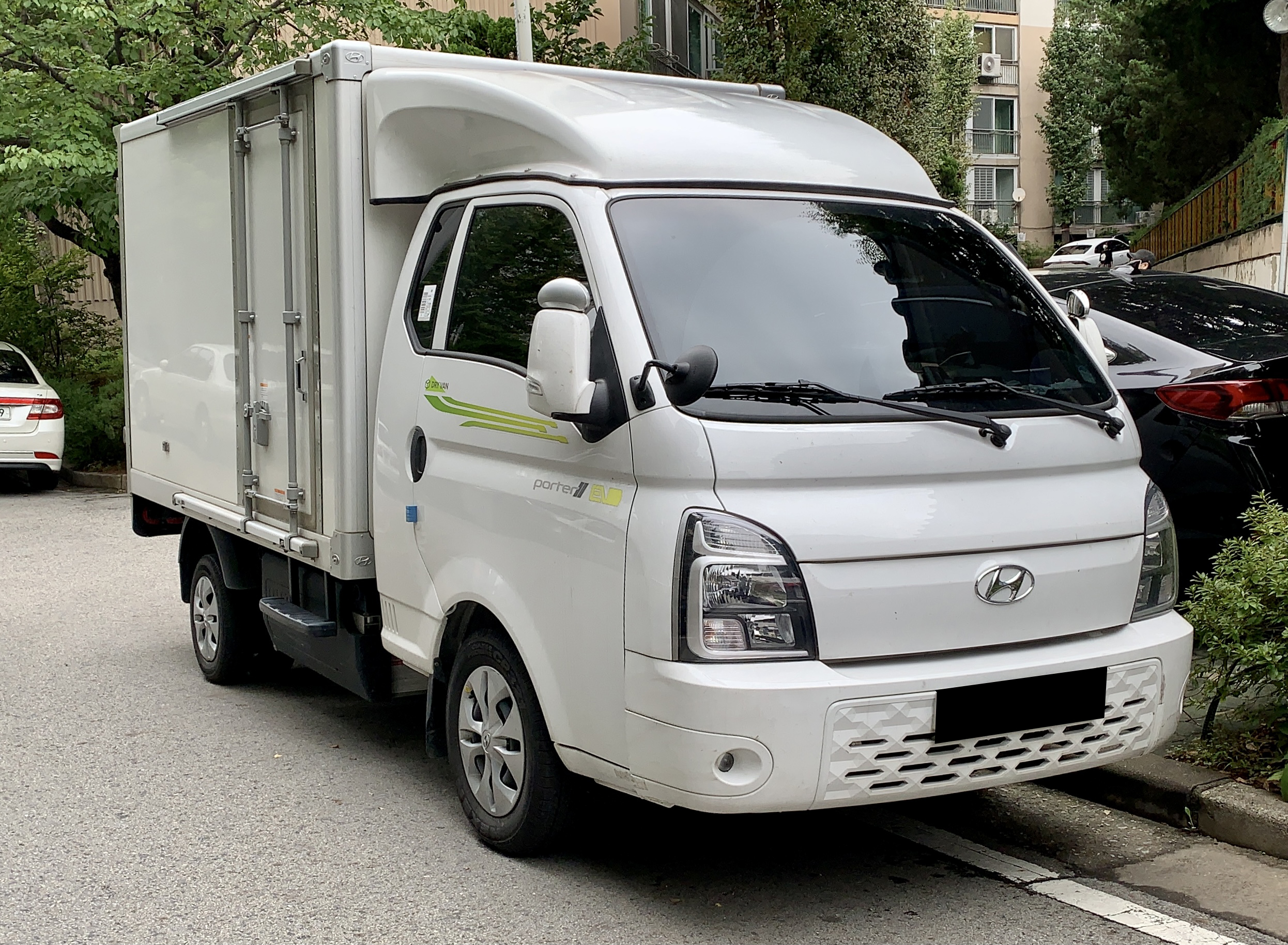
Hyundai Porter
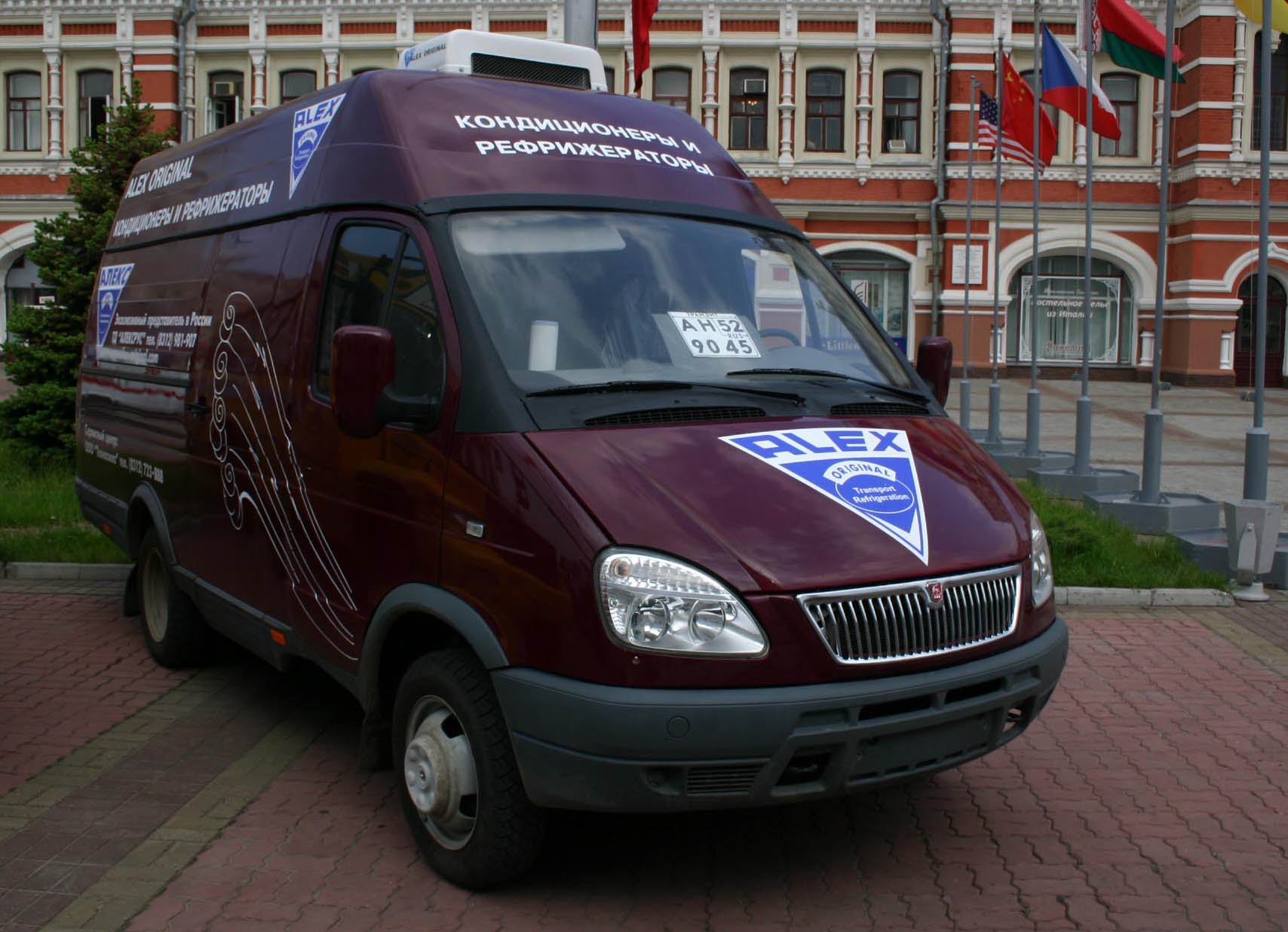
Семар-3234 (Газель)
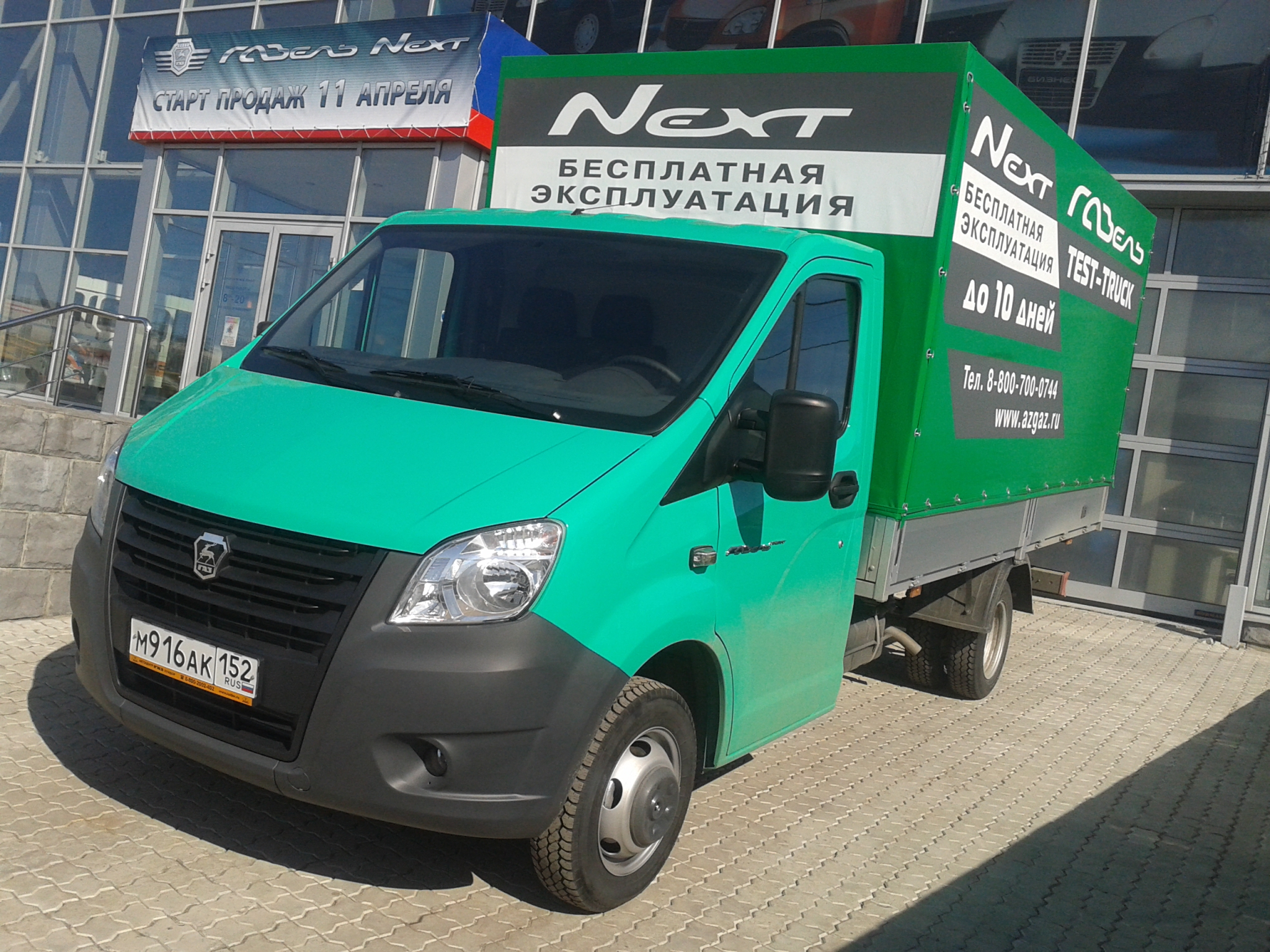
ГАЗель NEXT
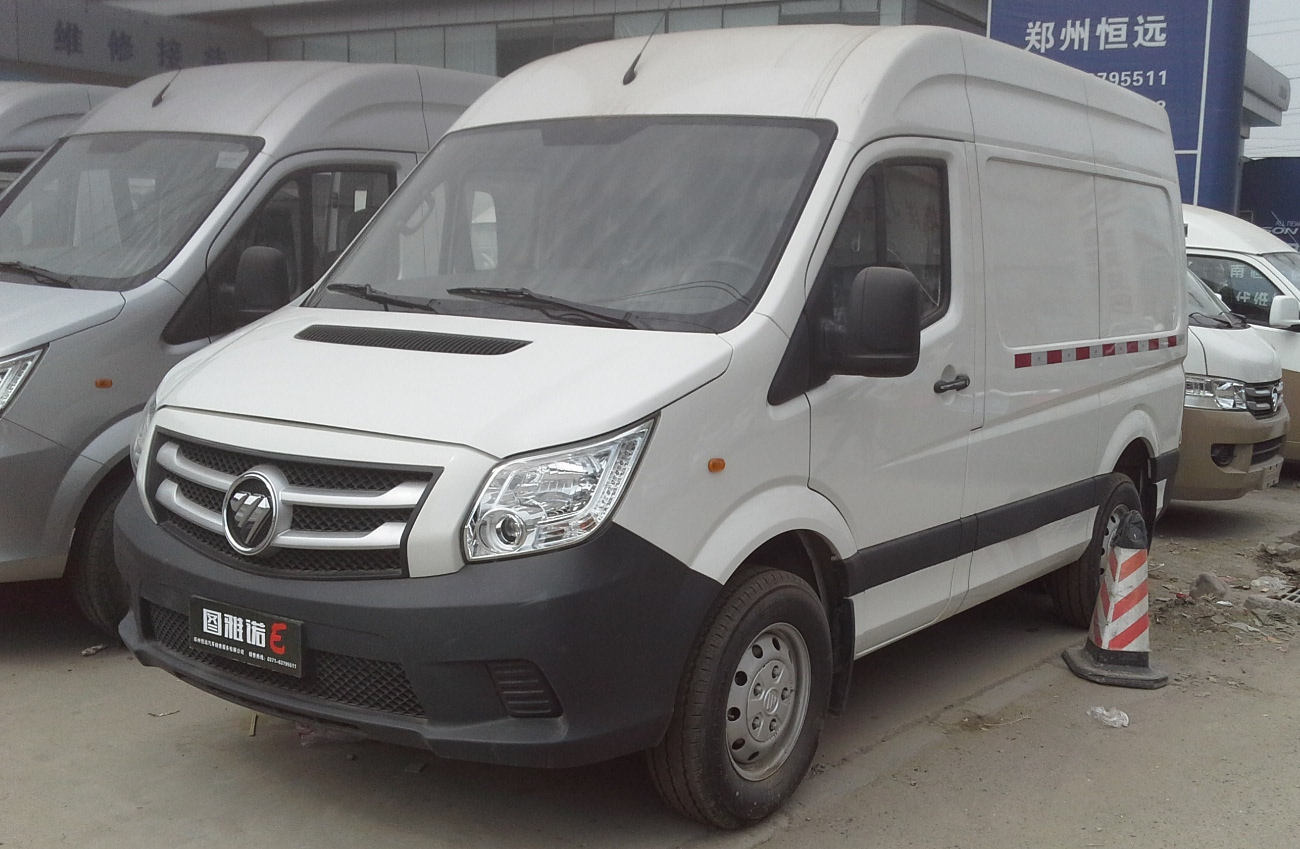
Foton Toano
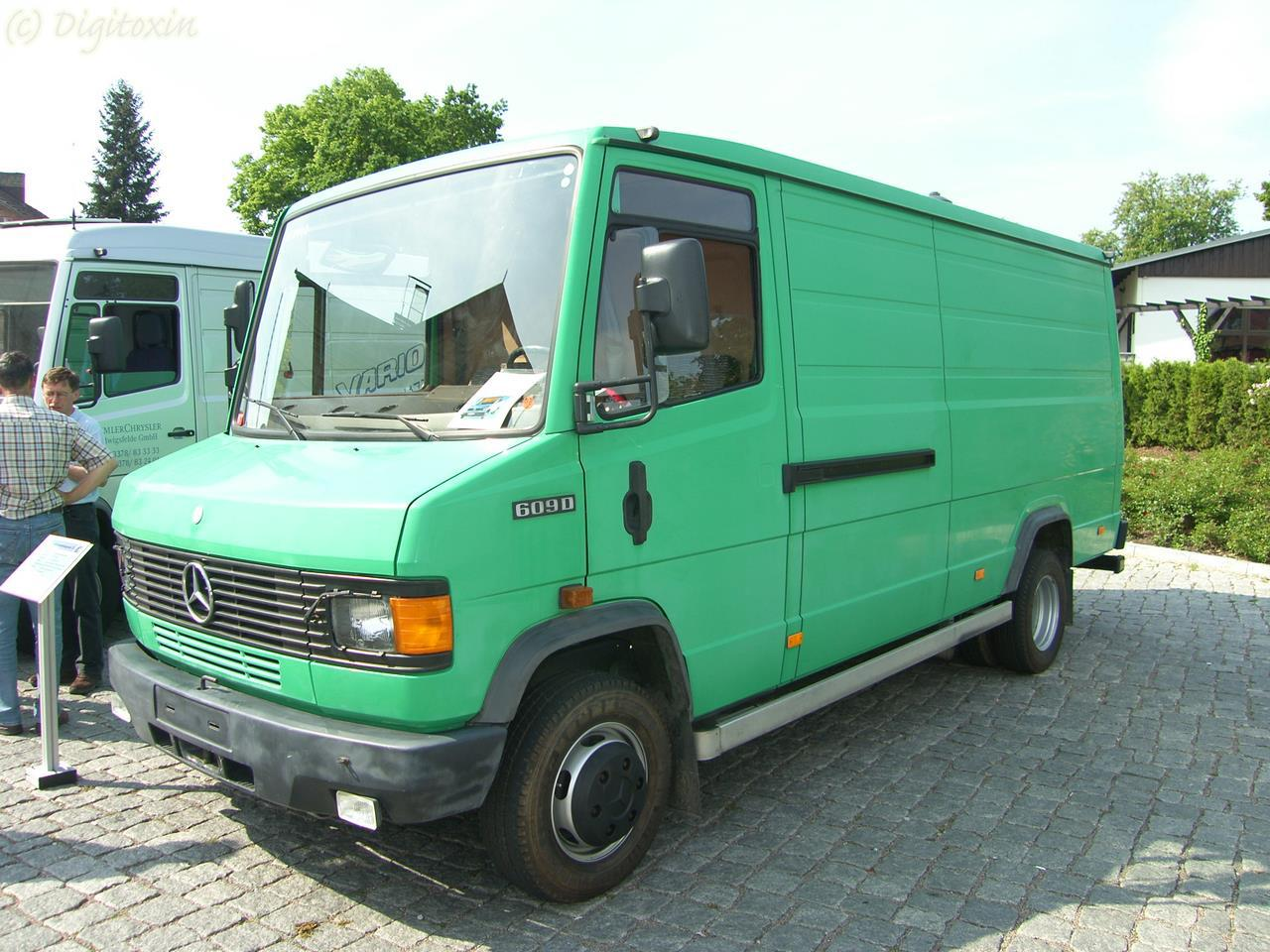
Mercedes-Benz T2
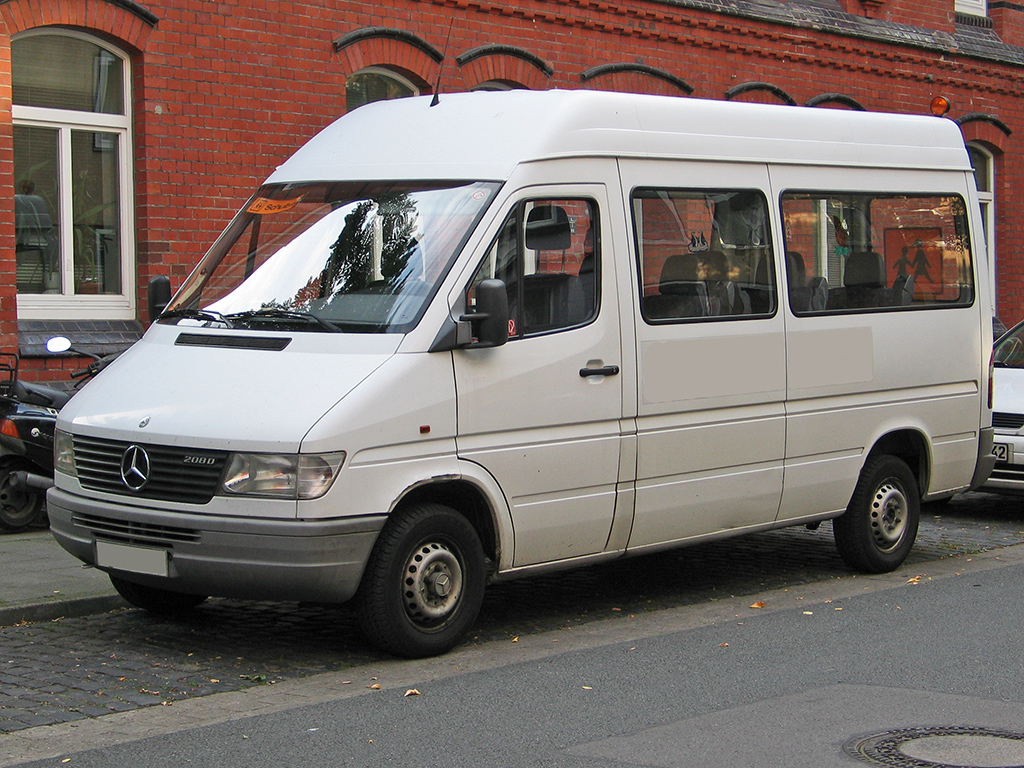
Mercedes-Benz Sprinter
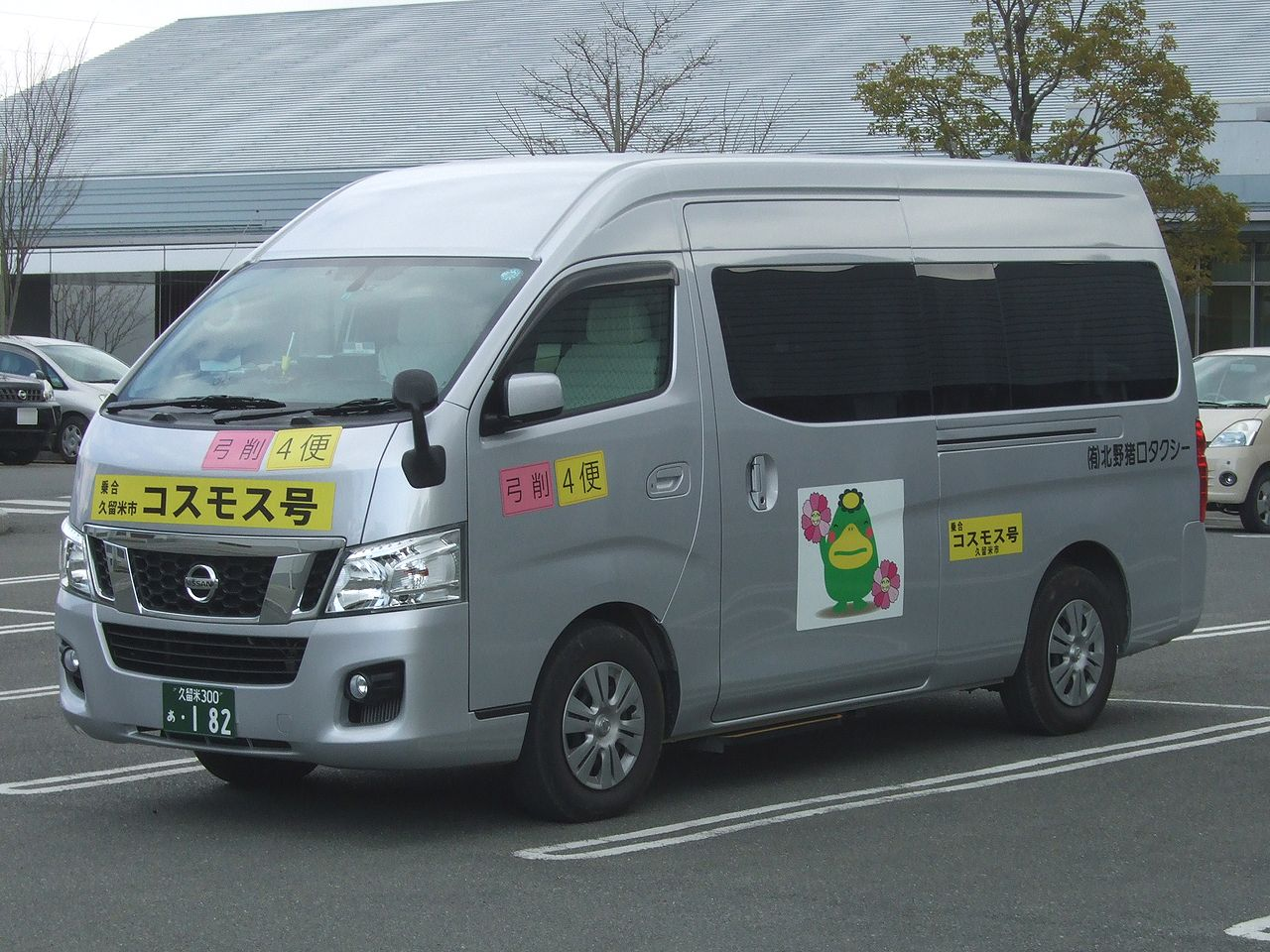
Nissan Caravan
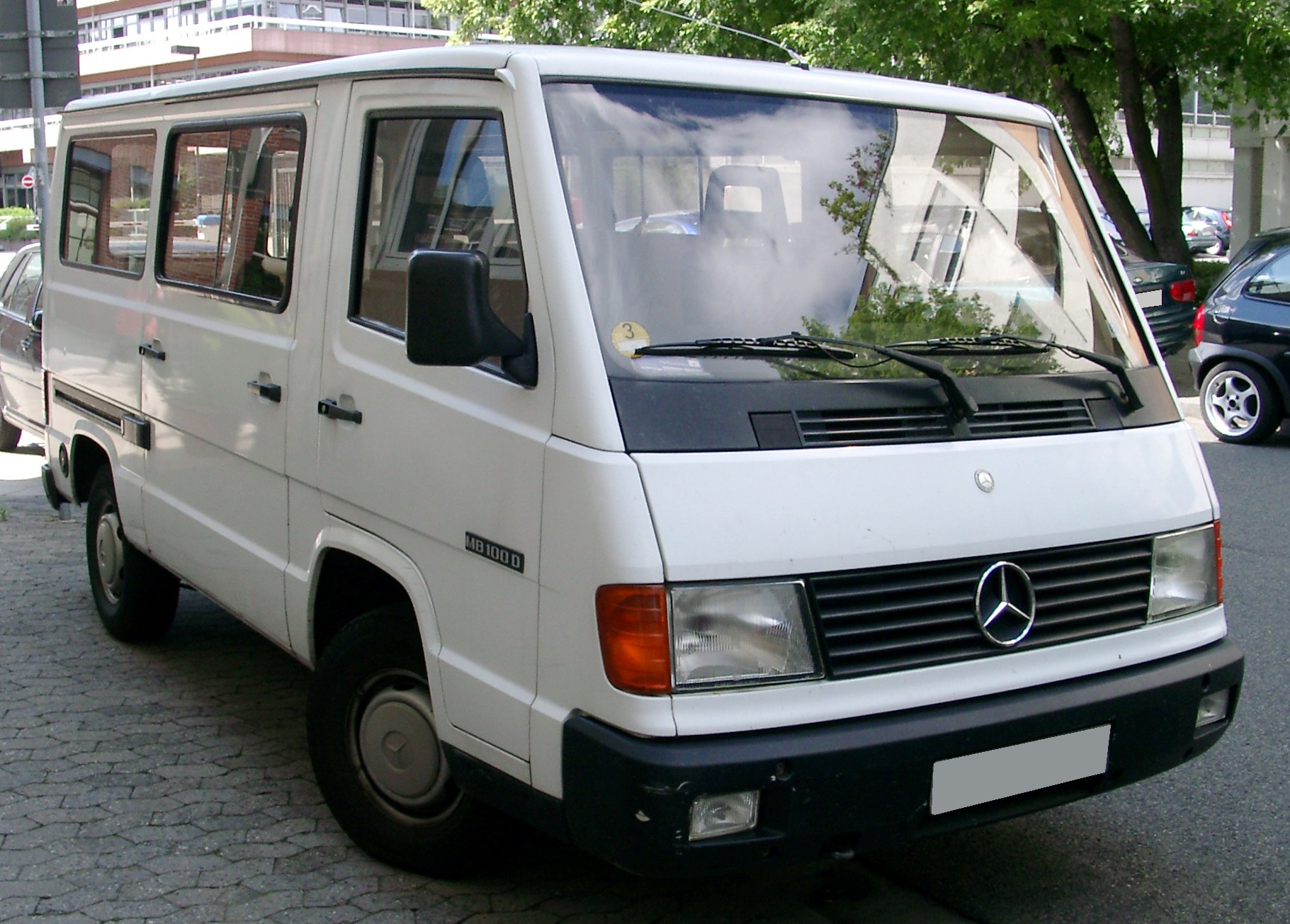
Mercedes-Benz MB100
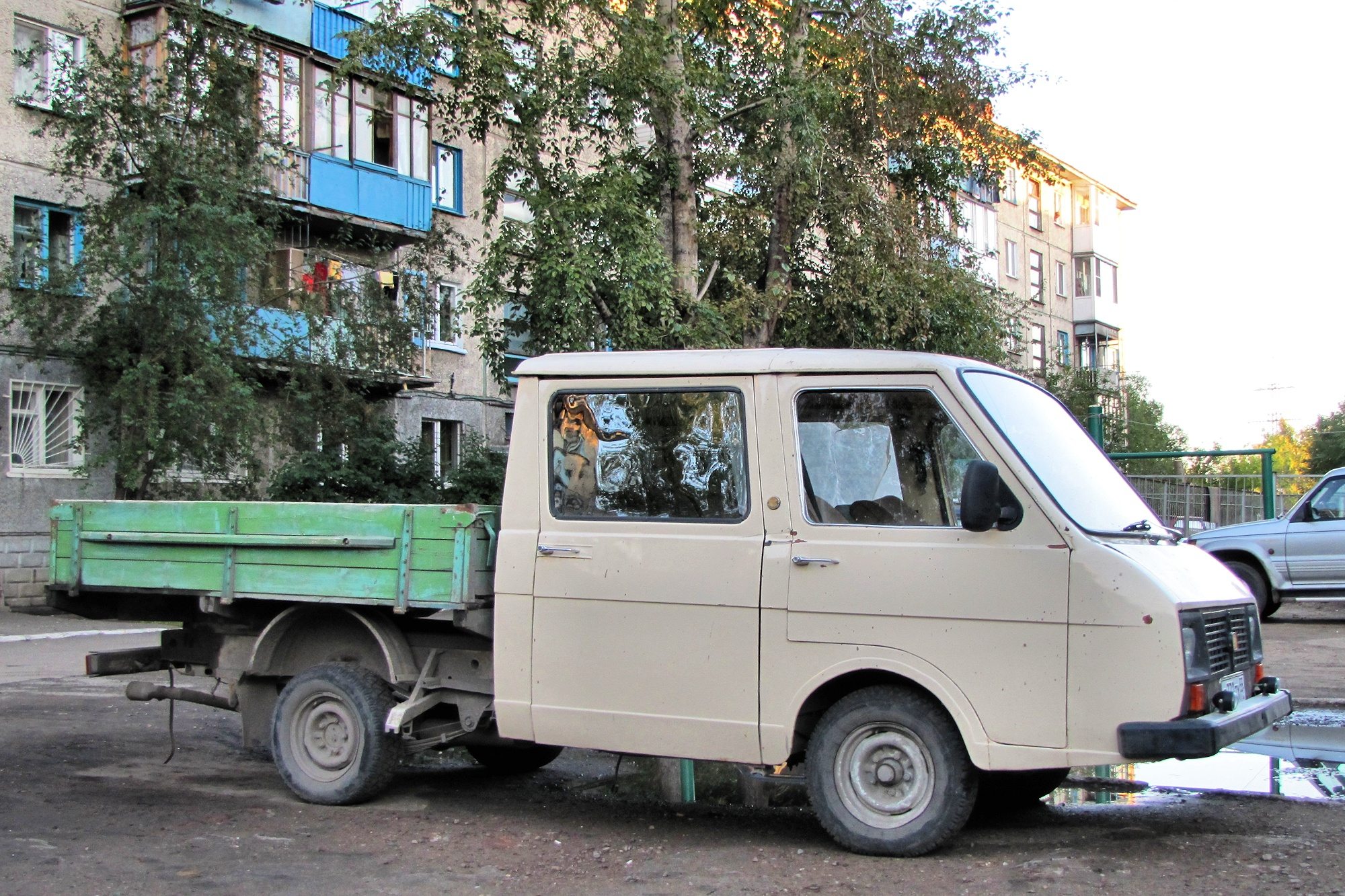
РАФ-3311 (мелкосерийный)
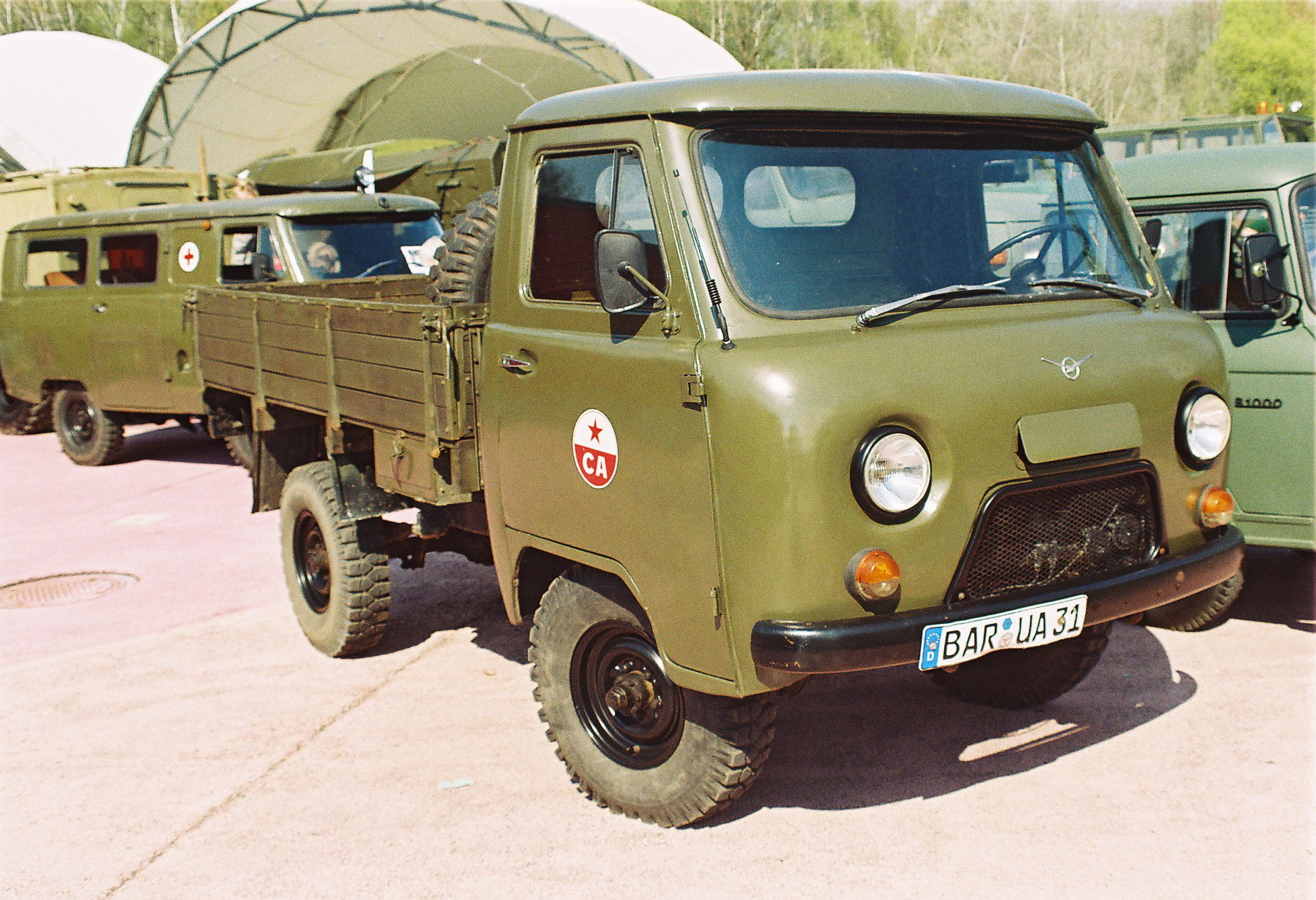
УАЗ-3303
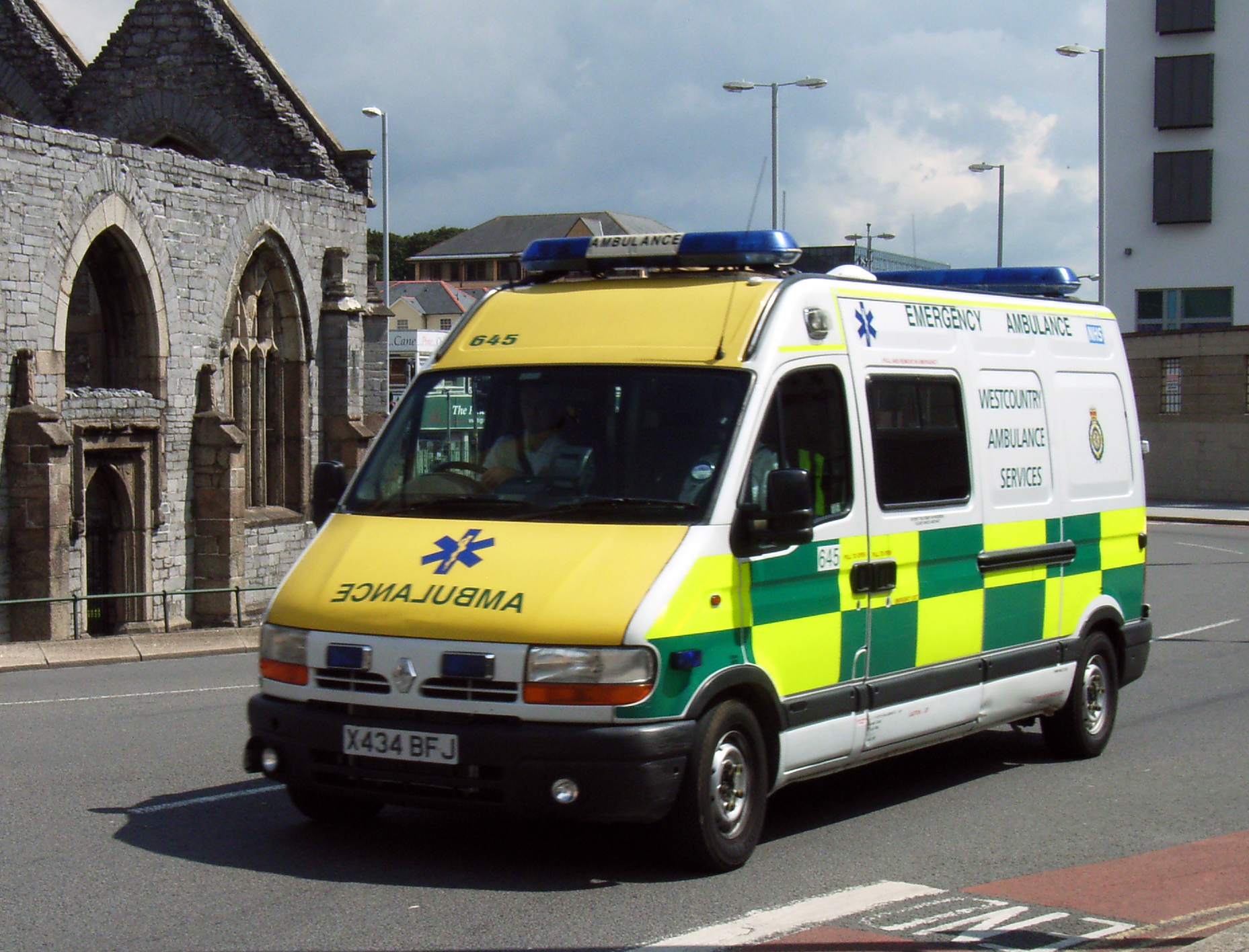
Renault Master
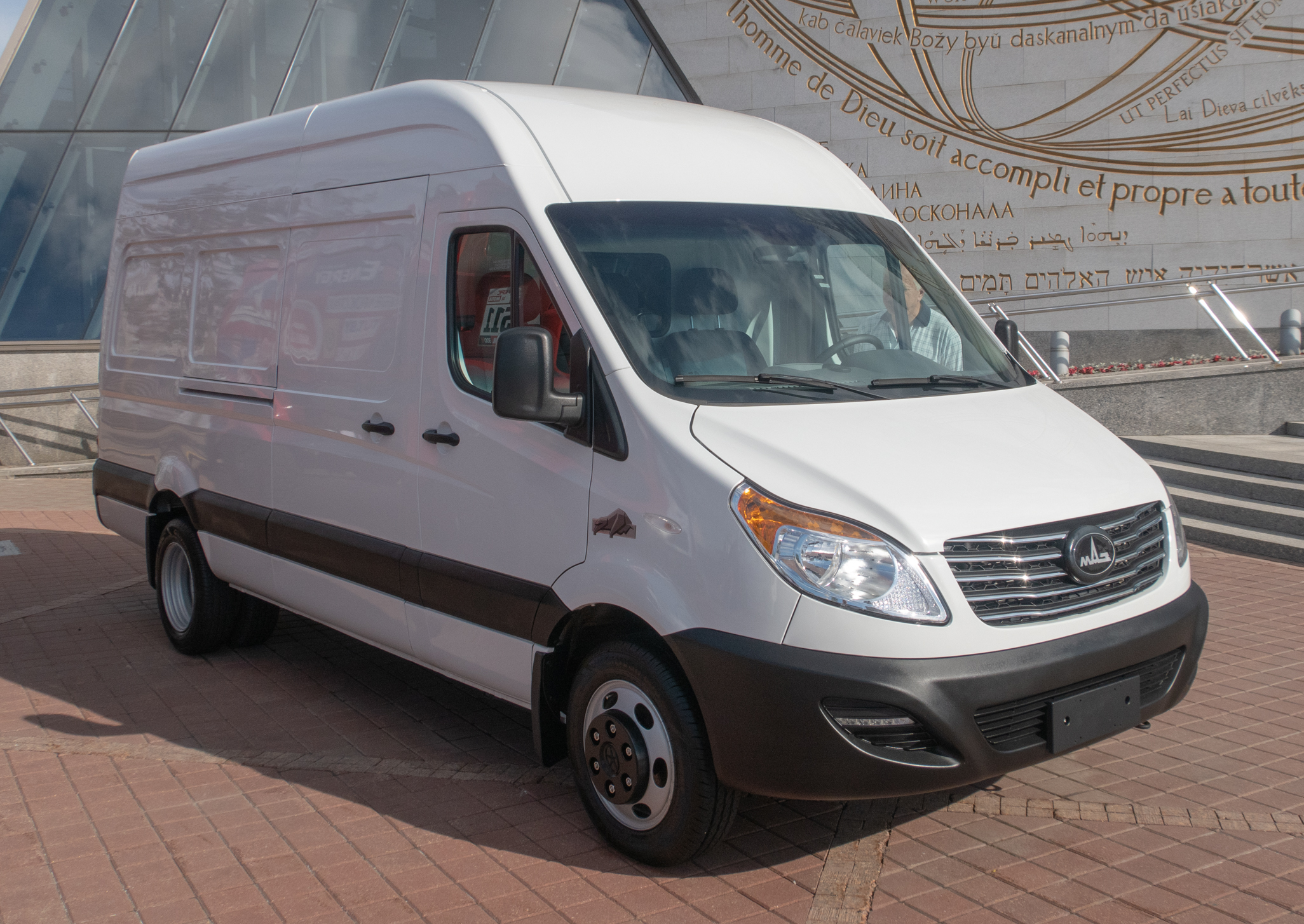
МАЗ-365022